# Тозелли, Анжело

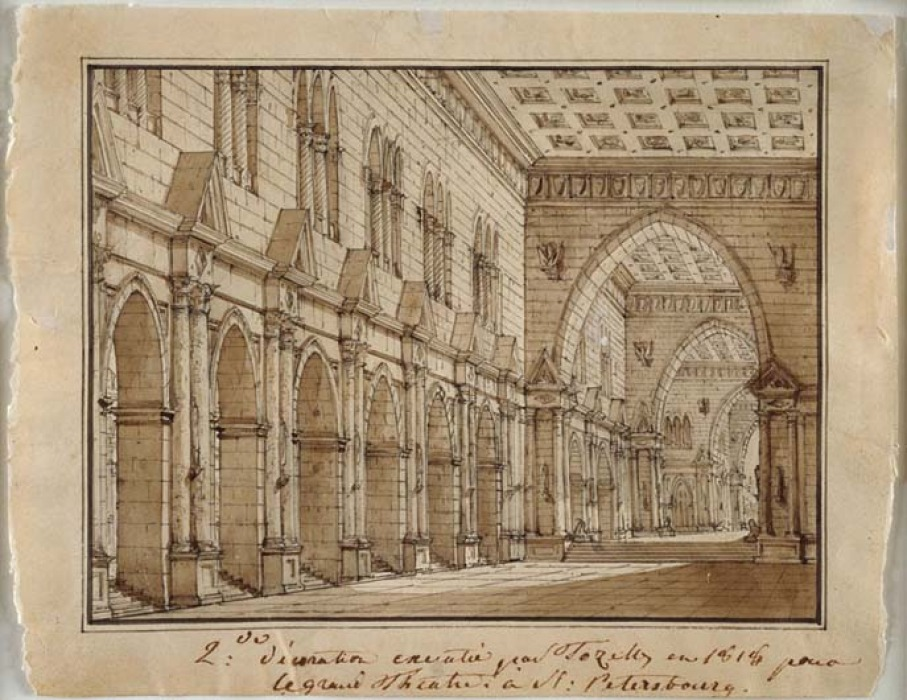
Готический зал. Эскиз декорации для Большого театра.

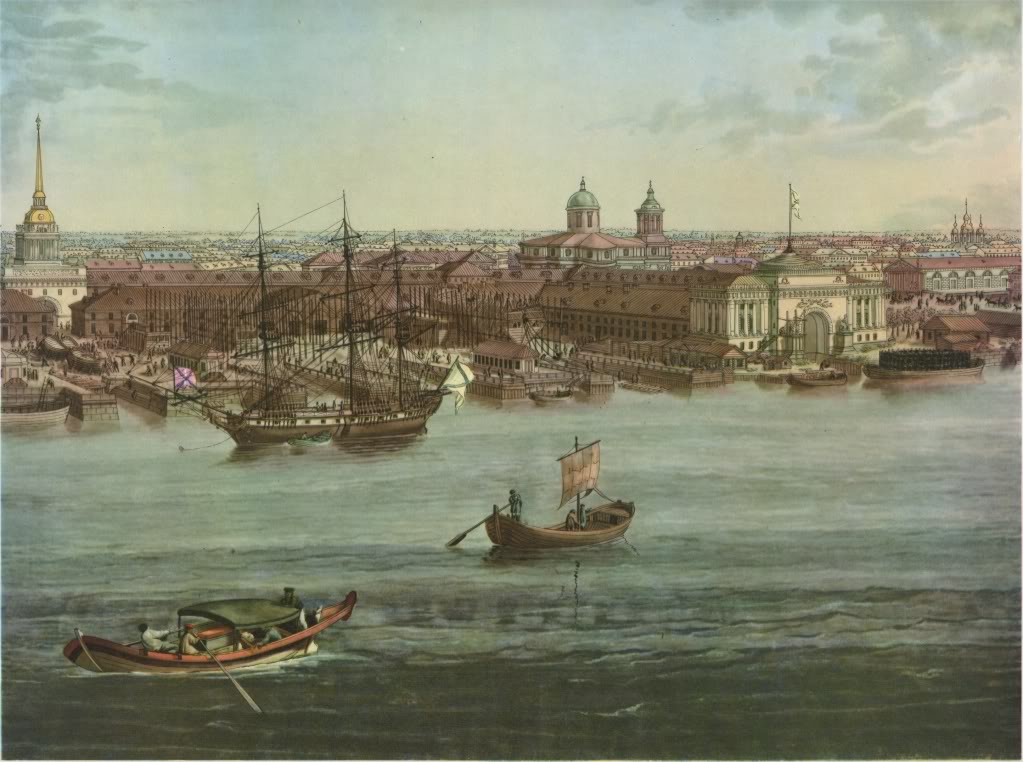
Адмиралтейство, 3-й лист Панорамы Санкт-Петербурга. 1817—1820

Анжело Тозе́лли (итал. Angelo Toselli, ок. 1765, Болонья — 1827?, Рим) — итальянский живописец и театральный декоратор, акварелист, мастер ведуты.

## Биография
В 1816 был приглашён в Россию дирекцией Императорских театров. Прибыл в Санкт-Петербург в 1816 (в других источниках — в 1817) году. Служил художником-декоратором в Императорских театрах, создавал декорации для балетных постановок Дидло в Большом театре.
В Болонье (Риме?) у Тозелли брал уроки перспективы Орест Кипренский, приехавший в Италию в 1816 году. Зная, что художник едет в Россию, он писал на родину: «Обласкайте его, пожалуйте, он человек хороший».

## Произведения
Наиболее известное произведение художника — «Панорама Петербурга» (акварель, гуашь, 0,51 × 6,56 м, Государственный Эрмитаж). Эта масштабная работа, выполненная в 1817—1820 годах с башни Кунсткамеры, с документальной точностью запечатлела сложившийся к тому времени ансамбль российской столицы периода «александровского классицизма». Сам художник называл своё произведение «косморамой». Это произведение является ценным источником для изучения архитектурной застройки города. Выпущена отдельным альбомом издательством «Художник РСФСР» в 1991 году.
Другая панорама Тозелли, «Сценография Иерусалима и святых мест, окрест его лежащих», выставлялась в парадной анфиладе построенного в 1817—1820 годах дома Лобанова-Ростовского с платой за вход в 5 руб. с человека. Стараясь обогнать конкурентов и привлечь больше публики, художник для своей «косморамы» использовал различные эффекты: так, изображение иерусалимского источника Силуан сопровождалось звуками журчащей воды. Павел Свиньин писал по этому поводу: «Зрелище сие весьма походит на театральную сцену, только несравненно ещё живее».
В 1820 году Тозелли вернулся в Рим.
Литографии Ежова с архитектурных рисунков Тозелли вошли также в издание Г. Филистри «Генеалогическая, хронологическая и синхронистическая таблица Российской истории» (типография Александра Плюшара, Санкт-Петербург, 1819). Литография с рисунка «Вид Казанского собора со стороны Невского проспекта» была включена в альбом «Виды Санкт-Петербурга и его окрестностей» (издателство Императорского общества поощрения художеств, 1821).
Рисунки Анжело Тозелли и рисунки другого итальянца, работавшего в России, Пьетро ди Гонзаго, были использованы при оформлении бетонного фасада здания частного Музея архитектурного рисунка в Берлине (архитекторы С. Э. Чобан и С. О. Кузнецов, 2013).

### В театре
Театро Арджентина, Рим
- 20 февраля 1816 — «Севильский цирюльник» Джоаккино Россини (премьера оперы).

Большой театр, Санкт-Петербург
- 2 декабря 1818 — «Приключение на охоте», балет в 3-х действиях, постановка Ш. Дидло на музыку К. Кавоса (декорации Тозелли и Кондратьева).
- 3 ноября 1819 — «Лаура и Генрих, или Трубадур», волшебно-героический балет в 3-х действиях, постановка Ш. Дидло на музыку К. Кавоса (новая декорация к последнему действию, остальные декорации Кондратьева).
- 1819 — «Хензи и Тао, или Красавица и Чудовище», большой китайский балет в 4-х действиях, постановка Ш. Дидло на музыку К. Кавоса (декорации Каноппи, Тозелли и Кондратьева).